# Глядковы
Глядковы (Глятковы) — древний русский дворянский род.
Род записан в родословную книгу: Саратовской, Симбирской, Нижегородской и Симбирской губерний.

## История рода
Можаичи Иван и Михаил Глядковы гости (1501). Арзамасцы Афанасий, Елизар и Мизин на службе в Казани (1565).
Яков Глядков упомянут (1609). Глядков Пётр Андреевич городовой дворянин Нижнего Новгорода (1627—1629), основатель Оранского монастыря (1634), помещик Нижегородского уезда, владел 442 четей земли. Фёдор, Лазарь Ивановичи, Андрей Бардин, Евдоким Андреевич, Мария с сыном Петром владели поместьями в Нижегородском уезде (1629). Никита Глядков описывал Белый Яр (1658). Сын боярский Алексей Петрович владел двором в Нижнем Новгороде (1678). Татьяна Давыдовна Глядкова была замужем за Алексеем Васильевичем Карамзиным (с 1678). В XVII столетии Глядковы также служили по Казани.
Пять представителей рода владели населёнными имениями (1699).

## Известные представители
- Глятков Иван Петрович — сделал вклад в Оранский монастырь (1665).
- Глятков Алексей Петрович — руководил отрядом в подавлении бунта Степана Разина.
- Глядкова Лидия (1832—1908) — из дворян, игуменья Киево-Николаевского Алатырского монастыря.